# Sarto

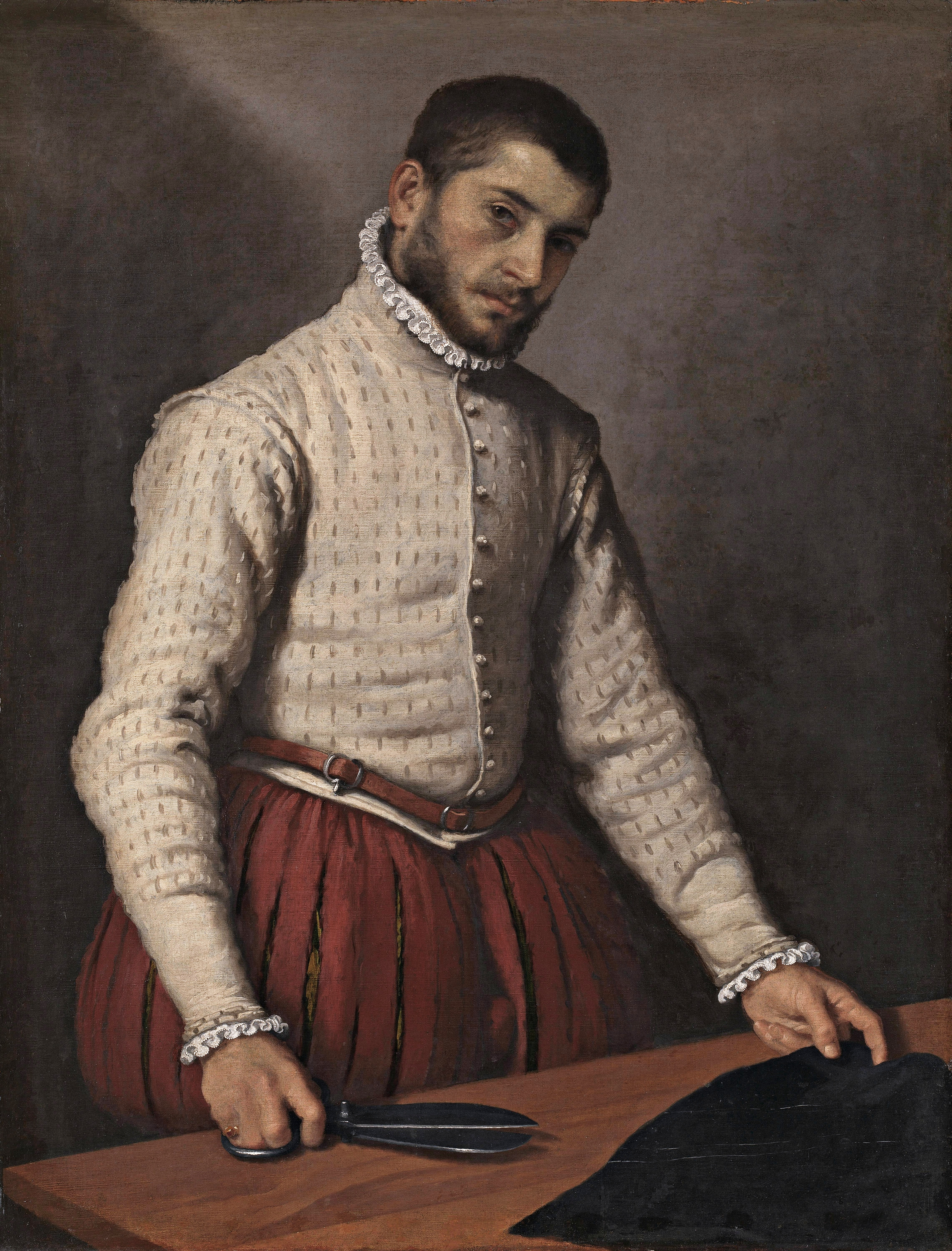
Il sarto, di Giovanni Battista Moroni

Il sarto (al femminile sarta) è un mestiere dell'artigianato e la persona che lo svolge viene chiamato anche sartore o sartora. La parola, deriva dalla lingua latina sartor che si ricollega alla parola sarcire ovvero restaurare.

## Storia

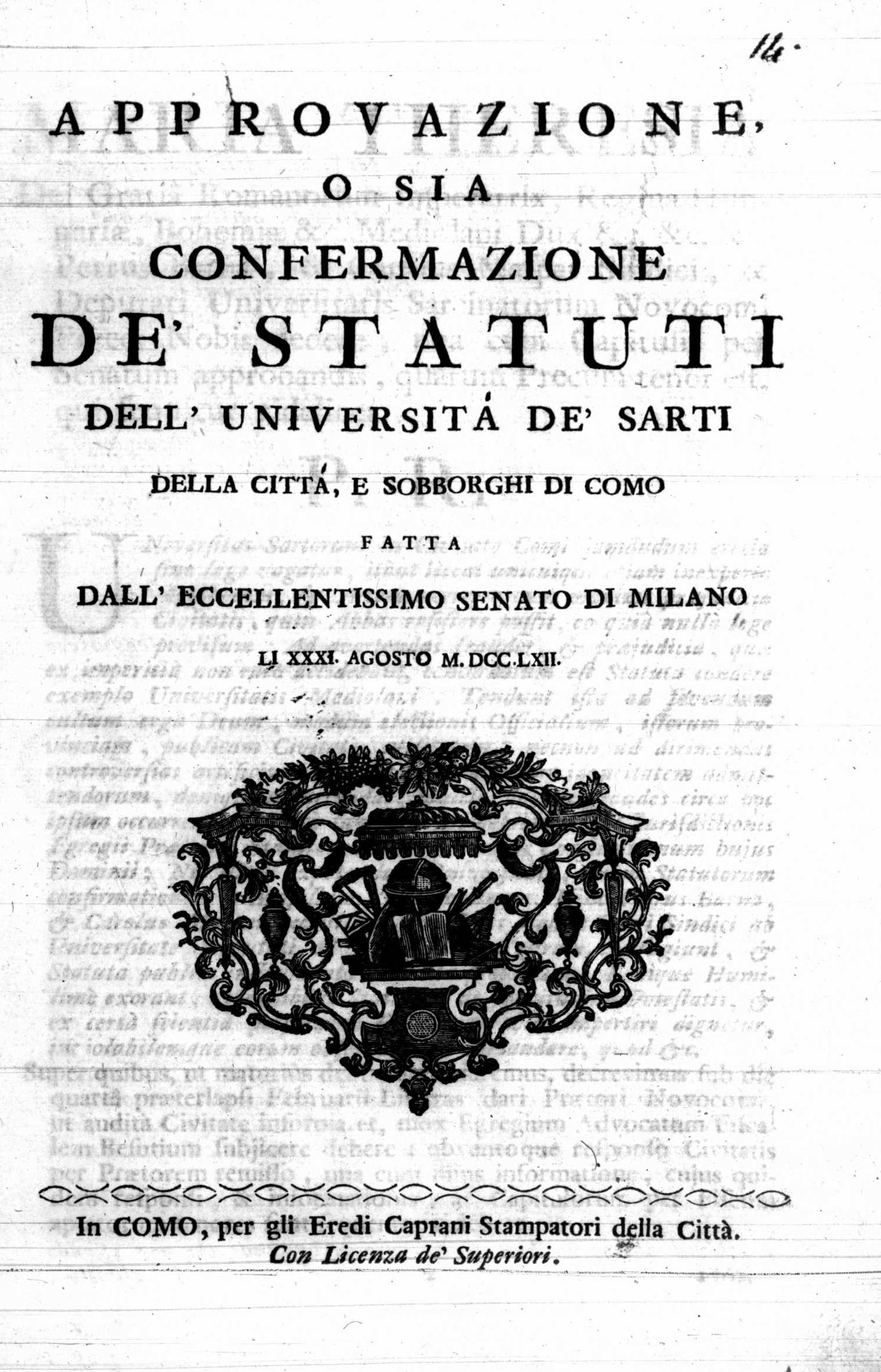
Approvazione o sia confermazione degli Statuti dell'università dei sarti della città e sobborghi di Como, 1762

L'antico significato di rappezzatore l'ha perso poi con il tempo, ora invece viene usato per indicare la persona che taglia e cuce i vestiti spesso dotato di grande sensibilità e gusto. Il sarto è quindi l'operatore artigiano che confeziona gli abiti (maschili e femminili), e ad oggi è un artigiano specializzato e come tale è sempre stato considerato, in Italia è stata una professione che ha segnato la storia del costume e della moda anche per le particolari modalità con cui si è sviluppata. Lo sviluppo di questa professione in Italia ha avuto il culmine nell'immediato dopoguerra con il fenomeno delle "sartine" e come tale si è sviluppato. L'Italia delle sartine rappresenta la storia dell'abbigliamento pronto in italia dal primo dopoguerra agli anni 60, 70 ed è il nucleo di quello che poi diverrà l'Alta Moda italiana.
La diffusione delle confezioni industriali in serie degli abiti e degli abiti informali ha reso più rara questa professione riservandola ai capi più pregiati dell'alta moda (prevalentemente femminile) ed alle sartorie di fascia alta per la clientela maschile.

## Abilità e requisiti

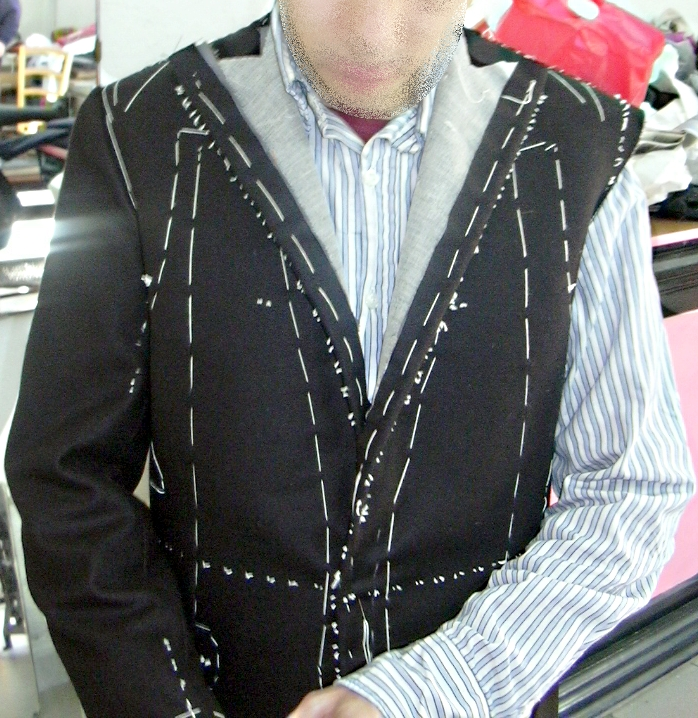
Lavorazione di una giacca su misura

Il suo lavoro consiste nel consigliare il cliente sul capo adatto alle sue misure e sul tessuto più idoneo lavorando sul taglio. Fino all'avvento delle fabbriche tessili e gli abiti confezionati, il sarto o la sarta seguiva l'intera fase del processo di realizzazione del capo, ora affianca lo stilista che lo disegna (modello), la modellista che lo prepara (il cartamodello) ed infine il sarto che taglia e cuce l'abito. Per svolgere adeguatamente e compiutamente questa professione artigiana è richiesta una lunga preparazione che si acquista prevalentemente sul campo iniziando come apprendista in una sartoria.
Il mestiere del sarto non può prescindere da alcune attitudini e requisiti necessari al suo normale svolgimento. Mentre alcuni di questi vengono a svilupparsi in modo naturale attraverso la cultura, il proprio gusto o lo studio, altri necessitano sia del preliminare affiancamento a un sarto di professione che di una certa esperienza lavorativa nel settore della sartoria artigianale. Essi sono:
- Sensibilità e gusto estetico;
- Abilità manuale;
- Inventiva e attenzione al mutare dei gusti e delle mode;
- Curiosità e disponibilità alle innovazioni;

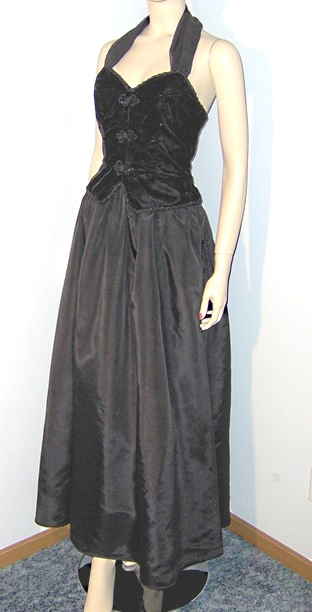
Abito da sera in lungo

- Cura e interesse per il cliente.